# Anacanthobatis donghaiensis
Anacanthobatis donghaiensis — малоизученный вид хрящевых рыб рода нитерылых скатов одноимённого семейства отряда скатообразных. Обитают в северо-западной части Тихого океана. Встречаются на глубине до 1000 м. Их крупные, уплощённые грудные плавники образуют диск с выступающим рылом, который оканчивается нитевидным выростом. Максимальная зарегистрированная ширина диска 44 см.

## Таксономия
Впервые вид был научно описан в 1983 году как Springeria donghaiensis. Видовой эпитет происходит от названия Восточно-Китайского моря кит. 东海 (Dōng hǎi). Голотип представляет собой самку длиной 32,5 см, пойманную в Восточно-Китайском море. Паратипы: самки длиной 31,8—44 см и самец длиной 32 см, пойманные там же. Таксономия данного вида находится в стадии разработки.

## Ареал
Эти глубоководные скаты обитают в Восточно-Китайском море у северо-западного побережья Тайваня. Встречаются на глубине от 200 до 1000 м.

## Описание
Максимальная зарегистрированная ширина диска 44 см.  Выступающее рыло переходит в короткий нитевидный вырост. Кожа лишена чешуи. Спинные плавники отсутствуют. На вентральной стороне диска расположены 5 жаберных щелей, ноздри и рот. Тонкий хвост короче диска. Широкие и плоские грудные плавники этих скатов образуют округлый диск, ширина которого примерно равна длине. Дорсальная поверхность хвоста окрашена в коричневатый цвет, вентральная поверхность бледная с тёмными пятнышками, расположенными латерально. Ширина хвоста по оси брюшных плавников равна 0,6—0,7 диаметра глаз. Длина от середины клоаки до кончика составляет 0,8—1,2 расстояния от середины клоаки до нитевидного кончика рыла. Внешне эти скаты похожи на Sinobatis melanosoma, от которых отличаются местом максимального расширения диска (в задней части на расстоянии 2/5 длины диска) и максимальным углом, образуемым диском перед брызгальцами (84—91°).

## Взаимодействие с человеком
Эти скаты не являются объектом целевого лова. В ареале ведётся интенсивный промысел.  Данных для оценки Международным союзом охраны природы охранного статуса  вида недостаточно.